# Juttadinteria
Juttadinteria là chi thực vật có hoa trong họ Aizoaceae.